# UEFA Nemzetek Ligája
Az UEFA Nemzetek Ligája (eredeti nevén: UEFA Nations League) az Európai Labdarúgó-szövetség által szervezett labdarúgótorna, amelyen az UEFA-tagországok felnőtt férfi labdarúgó-válogatottjai vehetnek részt.
A torna elindításáról 2014. március 27-én döntött az UEFA. Az esemény elsősorban a barátságos mérkőzéseket kívánja helyettesíteni. Az első torna 2018 szeptemberétől 2019 júniusáig tartott.

## Formátum

### Eredeti formátum
Az 55 csapatot négy divízióra (A, B, C, D) osztották. A divíziókon (ligákon) belül négy-négy csoportot hoztak létre. Az A és B divízióban 12 csapat, a C divízióban 15, a D divízióban 16 csapat szerepelt.
Az egyes csoportokban oda-visszavágós körmérkőzéseket játszottak a csapatok. A ligák egyes csoportjainak utolsó helyezettjei – az A, B és C divízióból – kiestek az eggyel alattuk lévő divízióba. A csoportgyőztesek – a B, C és D divízióból – felkerültek az eggyel felettük lévő divízióba. Az A divízió négy csoportelsője a Nemzetek Ligája trófeájáért mérkőzött, kieséses rendszerben (két elődöntő és döntő).

### Változás a 2020–21-es kiírástól
Az első kiírás után az UEFA változtatott a formátumon. Az új változatban az A, B és C ligákban 16, a D ligában 7 csapat vesz részt.

### Kapcsolat az Európa-bajnoksággal
A Nemzetek Ligájából részvételi jogot lehet szerezni a labdarúgó-Európa-bajnokságra.
Az Eb-selejtező csoportkörét követően a maradék három helyet pótselejtezőn döntik el, amelyre 2024 márciusában került sor. A pótselejtezőre 12 csapat jut be a 2022–2023-as UEFA Nemzetek Ligája eredményei alapján. A csapatokat 3 ágra osztják el, mindegyik ágon négy csapat szerepel, és mindegyikről egy csapat jut ki az Eb-re. A Nemzetek Ligája A, B és C ligáinak csoportgyőztesei automatikusan pótselejtezős kvótát kapnak a saját ligájuk ágára, kivéve ha a selejtezőből kijutnak az Eb-re. Ha egy csoportgyőztes már kijutott az Eb-re, akkor helyette az ugyanabban a ligában legmagasabban rangsorolt csapat kapja a kvótát. Ha már nincs elég csapat a ligában, akkor először a D liga legjobb csoportgyőztese kap kvótát, kivéve ha a selejtezőből kijut az Eb-re. A maradék kvótákat a Nemzetek Ligája összesített rangsorában soron következő legmagasabban rangsorolt csapatok kapják. Azonban az A, B és C liga csoportgyőztesei nem játszhatnak egy magasabb ligában lévő csapattal. Az UEFA az ágak kialakításához fenntartja a sorsolás lehetőségét is, ha a csapatokat a ligáiktól eltérő ágra kell elhelyezni.
A pótselejtező három ága egyenként két elődöntőből és egy döntőből áll (a két elődöntő győztese között). Az 1. helyen rangsorolt csapat a 4. helyen rangsorolt csapattal, a 2. helyen rangsorolt csapat a 3. helyen rangsorolt csapattal mérkőzik, a magasabban rangsorolt csapat játszik hazai pályán. A döntők helyszíneit a két elődöntő párosításából sorsolják. A pótselejtező három ágának három győztese kijut az Európa-bajnokságra.

### Kapcsolat a világbajnoksággal
A 2020–2021-es UEFA Nemzetek Ligája összesített rangsora alapján, a Nemzetek Ligája csoportgyőztesei közül az a két legjobb csapat, amelyik a világbajnoki selejtezőben a csoportjában az első két helyén kívül végez, részt vehet a világbajnokság európai pótselejtezőjén.

## Szezonok
Az UEFA Nemzetek Ligája csoportköreit minden páros év szeptemberétől novemberig játsszák le, a következő páratlan év júniusában kerül sor az A divízió négyes döntőjére. Az UEFA Nemzetek Ligájának minden második évben lesz győztese.

## Résztvevők
Az UEFA Nemzetek Ligájában az 55 UEFA-tagország vehet részt.
- Albánia
- Andorra
- Anglia
- Ausztria
- Azerbajdzsán
- Belgium
- Bosznia-Hercegovina
- Bulgária
- Ciprus
- Csehország
- Dánia
- Észak-Írország
- Észtország
- Fehéroroszország
- Feröer
- Finnország
- Franciaország
- Grúzia
- Gibraltár
- Görögország
- Hollandia
- Horvátország
- Írország
- Izland
- Izrael
- Kazahsztán
- Koszovó
- Lengyelország
- Lettország
- Liechtenstein
- Litvánia
- Luxemburg
- Észak-Macedónia
- Magyarország
- Málta
- Moldova
- Montenegró
- Németország
- Norvégia
- Olaszország
- Oroszország[m 1]
- Örményország
- Portugália
- Románia
- San Marino
- Skócia
- Szerbia
- Szlovákia
- Szlovénia
- Spanyolország
- Svédország
- Svájc
- Törökország
- Ukrajna
- Wales

1. ↑  Oroszországot 2022. február 28-ától kizárták az UEFA tornáiról az Ukrajna elleni invázió miatt. Emiatt a 2022–23-as szezonban a B ligában az utolsó helyre rangsorolták.[11]

## Eredmények
| Év        | Helyszín    | Döntő           | Döntő               | Döntő           | Harmadik helyért | Harmadik helyért    | Harmadik helyért   |
| Év        | Helyszín    | Aranyérmes      | Eredmény            | Ezüstérmes      | Bronzérmes       | Eredmény            | Negyedik helyezett |
| --------- | ----------- | --------------- | ------------------- | --------------- | ---------------- | ------------------- | ------------------ |
| 2018–2019 | Portugália  | · Portugália    | 1–0                 | · Hollandia     | · Anglia         | 0–0 (h.u.) ti.: 6–5 | · Svájc            |
| 2020–2021 | Olaszország | · Franciaország | 2–1                 | · Spanyolország | · Olaszország    | 2–1                 | · Belgium          |
| 2022–2023 | Hollandia   | · Spanyolország | 0–0 (h.u.) ti.: 5–4 | · Horvátország  | · Olaszország    | 3–2                 | · Hollandia        |
| 2024–2025 | Németország | · Portugália    | 2–2 (h.u.) ti.: 5–3 | · Spanyolország | · Franciaország  | 2–0                 | · Németország      |

### Éremtáblázat
| Nemzet        | Győzelmek száma | Győzelmek száma | Ezüstérmek száma | Ezüstérmek száma | Bronzérmek száma | Bronzérmek száma |
| ------------- | --------------- | --------------- | ---------------- | ---------------- | ---------------- | ---------------- |
| Portugália    | 2               | 2019, 2025      | 0                |                  | 0                |                  |
| Spanyolország | 1               | 2023            | 2                | 2021, 2025       | 0                |                  |
| Franciaország | 1               | 2021            | 0                |                  | 1                | 2025             |
| Hollandia     | 0               |                 | 1                | 2019             | 0                |                  |
| Horvátország  | 0               |                 | 1                | 2023             | 0                |                  |
| Olaszország   | 0               |                 | 0                |                  | 2                | 2021, 2023       |
| Anglia        | 0               |                 | 0                |                  | 1                | 2019             |

## A magyar válogatott eredményei
- – feljutott
- * – formátumváltozás után feljutott
- – nem változott
- – kiesett

| Csoportkör / Negyeddöntő / Osztályozó | Csoportkör / Negyeddöntő / Osztályozó | Csoportkör / Negyeddöntő / Osztályozó | Csoportkör / Negyeddöntő / Osztályozó | Csoportkör / Negyeddöntő / Osztályozó | Csoportkör / Negyeddöntő / Osztályozó | Csoportkör / Negyeddöntő / Osztályozó | Csoportkör / Negyeddöntő / Osztályozó | Csoportkör / Negyeddöntő / Osztályozó | Csoportkör / Negyeddöntő / Osztályozó | Csoportkör / Negyeddöntő / Osztályozó | Csoportkör / Negyeddöntő / Osztályozó | Egyenes kieséses szakasz | Egyenes kieséses szakasz | Egyenes kieséses szakasz | Egyenes kieséses szakasz | Egyenes kieséses szakasz | Egyenes kieséses szakasz | Egyenes kieséses szakasz | Egyenes kieséses szakasz | Egyenes kieséses szakasz |
| Szezon                                | Liga                                  | Csoport                               | H                                     | M                                     | Gy                                    | D                                     | V                                     | G+                                    | G–                                    | Feljutás/kiesés                       | Helyezés                              | Év                       | Eredmény                 | M                        | Gy                       | D                        | V                        | G+                       | G–                       | Keret                    |
| ------------------------------------- | ------------------------------------- | ------------------------------------- | ------------------------------------- | ------------------------------------- | ------------------------------------- | ------------------------------------- | ------------------------------------- | ------------------------------------- | ------------------------------------- | ------------------------------------- | ------------------------------------- | ------------------------ | ------------------------ | ------------------------ | ------------------------ | ------------------------ | ------------------------ | ------------------------ | ------------------------ | ------------------------ |
| 2018–19                               | C                                     | 2.                                    | 2.                                    | 6                                     | 3                                     | 1                                     | 2                                     | 9                                     | 6                                     | (formátumváltozás)                    | 31.                                   | 2019                     | nem jutott be            | nem jutott be            | nem jutott be            | nem jutott be            | nem jutott be            | nem jutott be            | nem jutott be            | nem jutott be            |
| 2020–21                               | B                                     | 3.                                    | 1.                                    | 6                                     | 3                                     | 2                                     | 1                                     | 7                                     | 4                                     | Növekedés                             | 20.                                   | 2021                     | nem jutott be            | nem jutott be            | nem jutott be            | nem jutott be            | nem jutott be            | nem jutott be            | nem jutott be            | nem jutott be            |
| 2022–23                               | A                                     | 3.                                    | 2.                                    | 6                                     | 3                                     | 1                                     | 2                                     | 8                                     | 5                                     | Állandó                               | 8.                                    | 2023                     | nem jutott be            | nem jutott be            | nem jutott be            | nem jutott be            | nem jutott be            | nem jutott be            | nem jutott be            | nem jutott be            |
| 2024–25                               | A                                     | 3.                                    | 3.                                    | 8                                     | 1                                     | 3                                     | 4                                     | 5                                     | 17                                    | Csökkenés                             | 18.                                   | 2025                     | nem jutott be            | nem jutott be            | nem jutott be            | nem jutott be            | nem jutott be            | nem jutott be            | nem jutott be            | nem jutott be            |
| 2026–27                               | B                                     |                                       |                                       |                                       |                                       |                                       |                                       |                                       |                                       |                                       |                                       | 2027                     |                          |                          |                          |                          |                          |                          |                          |                          |
| Összesen                              | Összesen                              | Összesen                              | Összesen                              | 26                                    | 10                                    | 7                                     | 9                                     | 29                                    | 32                                    |                                       |                                       |                          | 0/4                      | –                        | –                        | –                        | –                        | –                        | –                        | –                        |